# Gerhard I. (Verden)
Gerhard von Hoya († 4. Mai 1269) war von 1251 bis 1269 Bischof von Verden. Sowohl in der gräflichen Familie als auch unter den Bischöfen von Verden war er der erste Träger seines Vornamens.

## Leben
Gerhard entstammte dem Geschlecht der Grafen von Hoya. Er war ein Sohn des Grafen  Heinrich I. von Hoya, der Mindener Bischof Wedekind I. von Hoya war sein Bruder, ein weiterer Bruder, Burchard, war von 1253 bis 1282 Dompropst  in Verden.
Gerhard ist ab 1248 als Dompropst in Verden belegt. Als Bischof versuchte er die Streitigkeiten mit dem stiftischen Adel beizulegen. Er schloss 1267 einen Vergleich, der die vom Adel als geltendes Recht reklamierte Erblichkeit der Stiftslehen bestätigte. Der Stadt Verden verlieh er 1259 das Stadtrecht nach Bremer Recht. Dies gewährte dem Bischof als Stadtherrn eine starke Stellung, die 1269 durch die Einschränkung der bischöflichen Vogteirechte  eingeschränkt wurde.  Das Verdener Domkapitel bedachte er mit Schenkungen, unter anderem Anteilen an der Lüneburger Saline.